# 饒與齡
饒與齡（1543年—1595年），字道延，号宾印，广东潮州府大埔县人，明朝政治人物。同进士出身。

## 生平
萬曆元年（1573年）癸酉科廣東鄉試第六十八名舉人，萬曆十七年（1589年），登己丑科三甲二百六十七名进士，都察院觀政，十月养病，十九年丁父憂，除服謁選，二十三年授任中書舍人，才两月而病卒。父子合刻诗文为《椿桂集》。

## 古迹
潮州今存“父子进士”牌坊，建于万历三十八年（1610年），为纪念饶相与其子饶与龄同中进士所建。

## 家族
曾祖饶世瑞。祖饶经济，封户部员外。父饒相，乙未進士、江西副使。